# Іберо-американський саміт

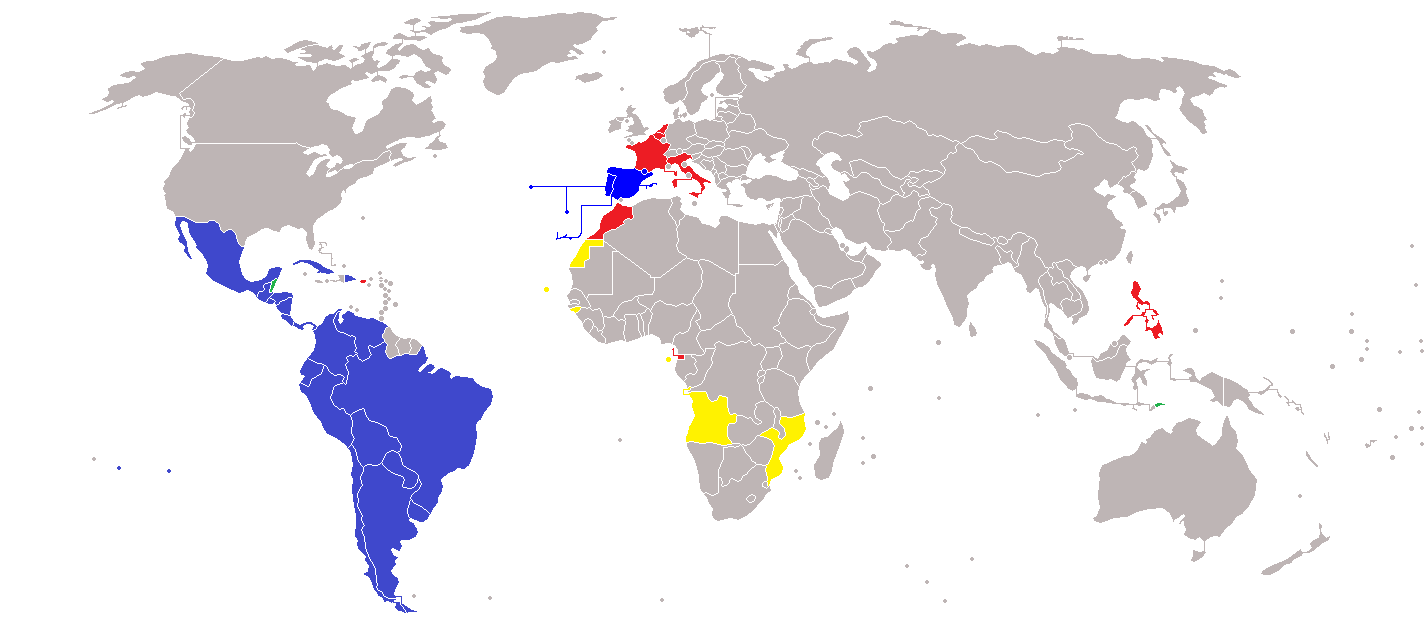
Країни-учасники Іберо-американського саміту
Повне членство - Americas
Повне членство - Europe
Асоційоване членство
Можливі майбутні члени
Країни, які подали заявку на членство

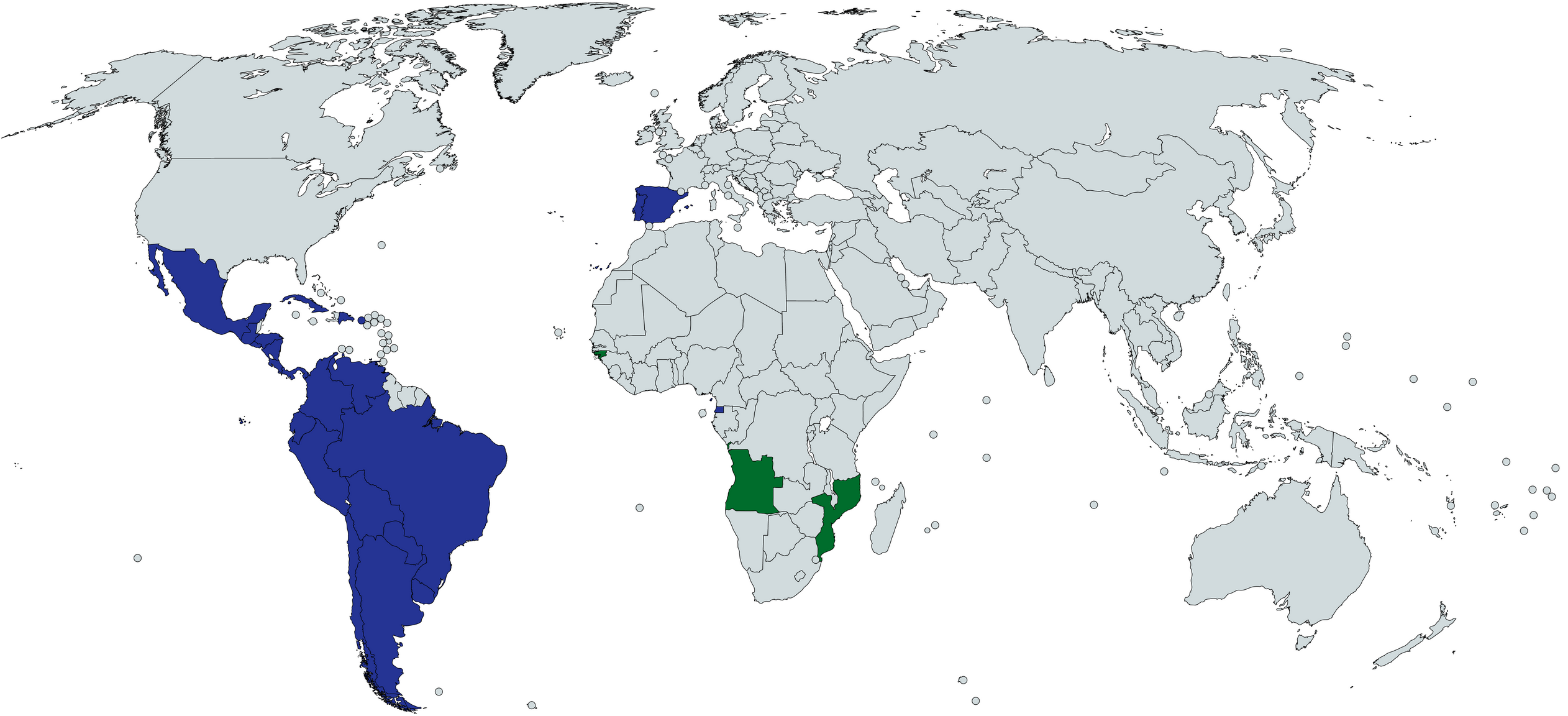
Countries in the Ibero-American Summit as of 2022:
Full member
Observer

Іберо-американський саміт (проводиться з 1991) — щорічний з'їзд президентів та інших представників більш ніж 20 держав, так чи інакше пов'язаних з іберо-романською культурою. Донедавна у саміті брали участь, переважно, представники іспано- та португаломовних країн Європи та Латинської Америки. Саміт проводиться щорічно протягом двох днів. Місце проведення постійно змінюється. Організацією саміту займається так звана «іберо-американська конференція» за участю низки суверенних держав Латинської Америки та частини Латинської Європи, в яких функціонують іберо-романські мови: іспанська та португальська.

## Членство
В Іберо-американську конференцію входять: Андорра, Аргентина, Болівія, Бразилія, Колумбія, Коста-Рика, Куба, Чилі, Перу, Домініканська Республіка, Панама, Еквадор, Сальвадор, Гватемала, Гондурас, Мексика, Нікарагуа, Парагвай, Португалія, Пуерто-Рико, Іспанія, Уругвай та Венесуела.
У 2009 статус асоційованих членів отримали Філіппіни та Екваторіальна Гвінея, які подали заявку ще в 2001. Заявку також подали Східний Тимор, в якому після 2002 в офіційній зміцнилася португальська мова, яка не є зазвичай рідною, і Беліз, населення якого дедалі більше іспанізується, хоча історично він був англомовною колонією. Свій інтерес до саміту висловлюють також інші країни Латинської Азії та Латинської Африки. Серед них Марокко, Західна Сахара, Ангола, що фактично стала португаломовною на всіх рівнях у другій половині XX століття та ін.

## Цілі та завдання
- Обговорення нагальних завдань розвитку латиноамериканських країн, які традиційно страждають від хронічної бідності, низького рівня розвитку, колоніальної експлуатації, високого рівня неграмотності та ін.
- Проблеми молоді.
- Проблеми демократії та глобалізації.
- Проблеми міграції (приплив латиноамериканців до Іспанії та Португалії)
- Проблеми економічного характеру та взаємодія (діяльність іспанських компаній Ендеса, Телефоніка та ін. у країнах Латинської Америки).
- Зняття торговельного ембарго США з Куби.

## Критика
- Звинувачення у зарозумілому відношенні з боку колишніх метрополій (особливо Іспанії), яка зуміла покращити своє економічне становище у другій половині XX століття за рахунок членства в Євросоюзі, НАТО та ін. структури.
- Розпливчастий, декларативний або суто символічний характер саміту.

## Інциденти
На черговому іберо-американському саміті 10 листопада 2007 король Іспанії Хуан Карлос не зовсім етично («тикаючи») запропонував венесуельському президентові Уго Чавесу «заткнутися», промовивши іспанською знамениту фразу: ¿Por qué no te callas? («Чому б тобі не замовкнути?»)

## Саміти
| Саміт | Місто                     | Країна                   | Дата                          |
| ----- | ------------------------- | ------------------------ | ----------------------------- |
| 1st   | Guadalajara               | Мексика                  | July 18–July 19, 1991         |
| 2nd   | Madrid                    | Іспанія                  | July 23–July 24, 1992         |
| 3rd   | Salvador                  | Бразилія                 | July 15–July 16, 1993         |
| 4th   | Cartagena                 | Колумбія                 | June 14–June 15, 1994         |
| 5th   | San Carlos de Bariloche   | Аргентина                | October 16–October 17, 1995   |
| 6th   | Santiago and Viña del Mar | Чилі                     | November 13–November 14, 1996 |
| 7th   | Isla Margarita            | Венесуела                | November 8–November 9, 1997   |
| 8th   | Porto                     | Португалія               | October 17–October 18, 1998   |
| 9th   | Havana                    | Куба                     | November 15–November 16, 1999 |
| 10th  | Panama City               | Панама                   | November 17–November 18, 2000 |
| 11th  | Lima                      | Перу                     | November 17–November 18, 2001 |
| 12th  | Bávaro                    | Домініканська Республіка | November 15–November 16, 2002 |
| 13th  | Santa Cruz de la Sierra   | Болівія                  | November 14–November 15, 2003 |
| 14th  | San José                  | Коста-Рика               | November 18–November 20, 2004 |
| 15th  | Salamanca                 | Іспанія                  | October 14–October 15, 2005   |
| 16th  | Montevideo                | Уругвай                  | November 3–November 5, 2006   |
| 17th  | Santiago                  | Чилі                     | November 8–November 10, 2007  |
| 18th  | San Salvador              | Сальвадор                | October 29–October 31, 2008   |
| 19th  | Estoril                   | Португалія               | November 30–December 1, 2009  |
| 20th  | Mar del Plata             | Аргентина                | December 3–December 4, 2010   |
| 21st  | Asunción                  | Парагвай                 | October 28–October 29, 2011   |
| 22nd  | Cádiz                     | Іспанія                  | November 16–November 18, 2012 |
| 23rd  | Panama City               | Панама                   | October 16–October 18, 2013   |
| 24th  | Veracruz                  | Мексика                  | December 8–December 9, 2014   |
| 25th  | Cartagena de Indias       | Колумбія                 | October 28-October 29, 2016   |
| 26th  | Antigua                   | Гватемала                | November 15-November 16, 2018 |
| 27th  | Andorra la Vella          | Андорра                  | April 21, 2021                |
| 28th  | Santo Domingo             | Домініканська Республіка | March 24–March 25, 2023       |

| Приймаюча країна     | Кількість самітів | Дати              | Місця                                                                    |
| -------------------- | ----------------- | ----------------- | ------------------------------------------------------------------------ |
| España               | 3                 | 1992, 2005 y 2012 | Madrid, Salamanca y Cádiz                                                |
| Argentina            | 2                 | 1995 y 2010       | San Carlos de Bariloche y Mar del Plata                                  |
| Colombia             | 2                 | 1994 y 2016       | Cartagena de Indias (dos ocasiones)                                      |
| Chile                | 2                 | 1996 y 2007       | Viña del Mar y Santiago de Chile (dos ocasiones, en 1996 fue doble sede) |
| México               | 2                 | 1991 y 2014       | Guadalajara y Veracruz                                                   |
| Panamá               | 2                 | 2000 y 2013       | Panamá (dos ocasiones)                                                   |
| Portugal             | 2                 | 1998 y 2009       | Oporto y Estoril                                                         |
| República Dominicana | 2                 | 2002 y 2023       | Bávaro y Santo Domingo                                                   |
| Андорра              | 1                 | 2020              | Andorra la Vieja                                                         |
| Brasil               | 1                 | 1993              | Salvador de Bahía                                                        |
| Bolivia              | 1                 | 2003              | Santa Cruz de la Sierra                                                  |
| Cuba                 | 1                 | 1999              | La Habana                                                                |
| Costa Rica           | 1                 | 2004              | San José                                                                 |
| Гватемала            | 1                 | 2018              | Antigua Guatemala                                                        |
| El Salvador          | 1                 | 2008              | San Salvador                                                             |
| Paraguay             | 1                 | 2011              | Asunción                                                                 |
| Perú                 | 1                 | 2001              | Lima                                                                     |
| Uruguay              | 1                 | 2006              | Montevideo                                                               |
| Venezuela            | 1                 | 1997              | Isla Margarita                                                           |
| Еквадор              | 1                 | 2024              | Cuenca                                                                   |
| Гондурас             | 0                 |                   |                                                                          |
| Нікарагуа            | 0                 |                   |                                                                          |

## Галерея

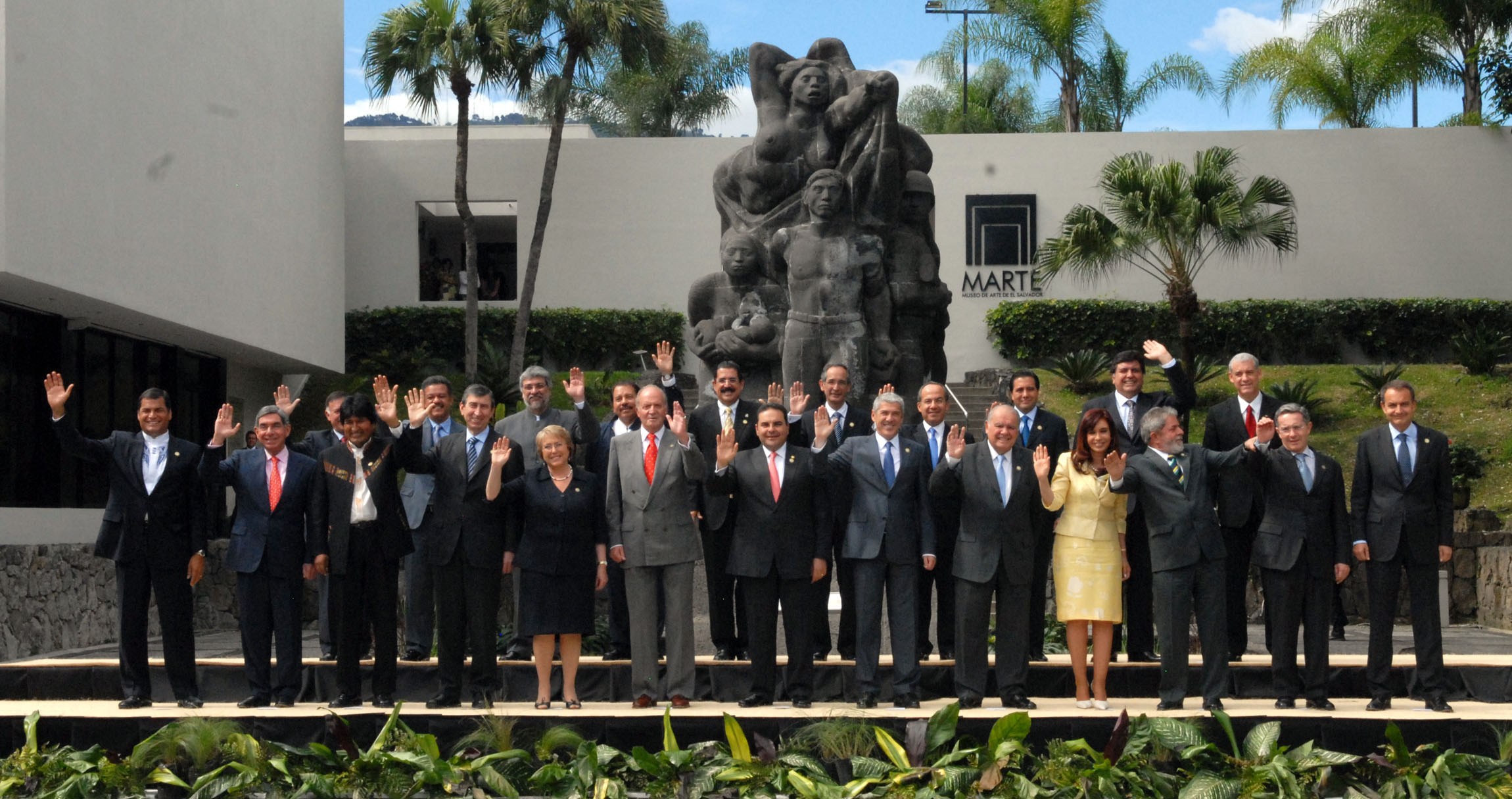
Глави іберо-американських держав на XVIII саміті, Сальвадор, 2008
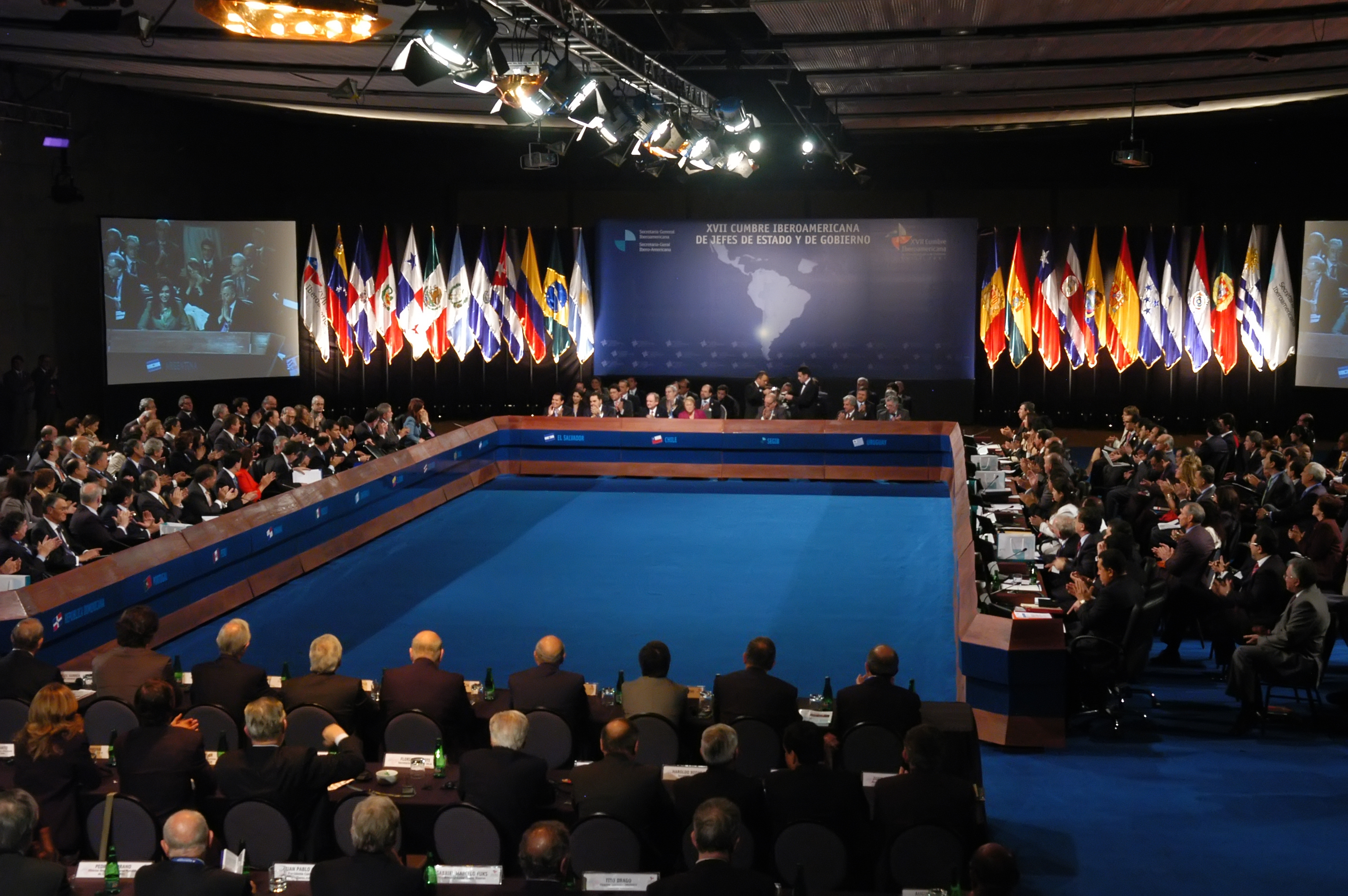
Ibero-American Summit, November 2007, Santiago, Chile
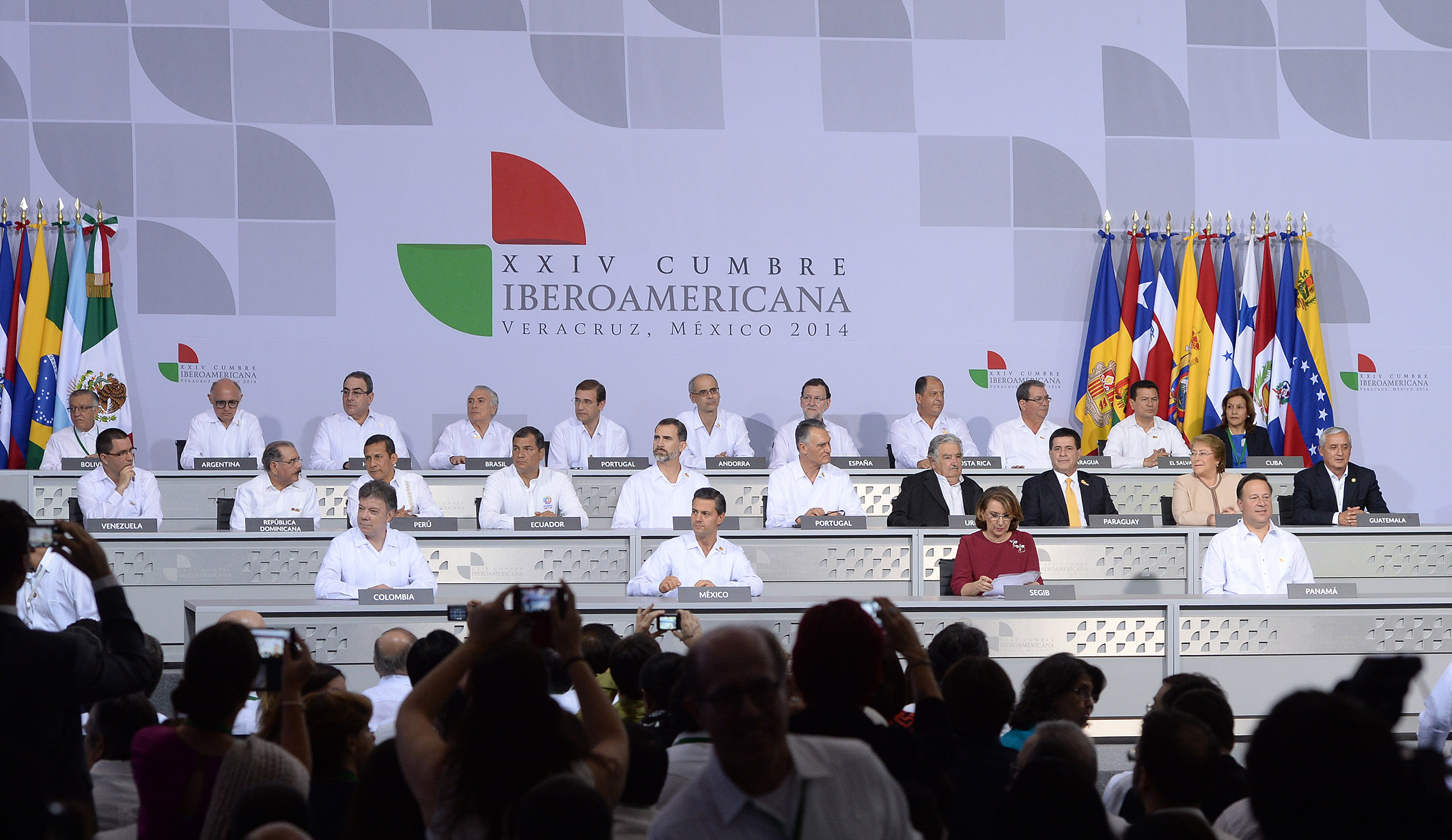
Ibero-American Summit, 2014 Veracruz, Mexico